# Drepanepteryx phalaenoides
Drepanepteryx phalaenoides är en insektsart som först beskrevs av Carl von Linné 1758.  Drepanepteryx phalaenoides ingår i släktet Drepanepteryx och familjen florsländor. Arten är reproducerande i Sverige. Inga underarter finns listade i Catalogue of Life.

## Bildgalleri

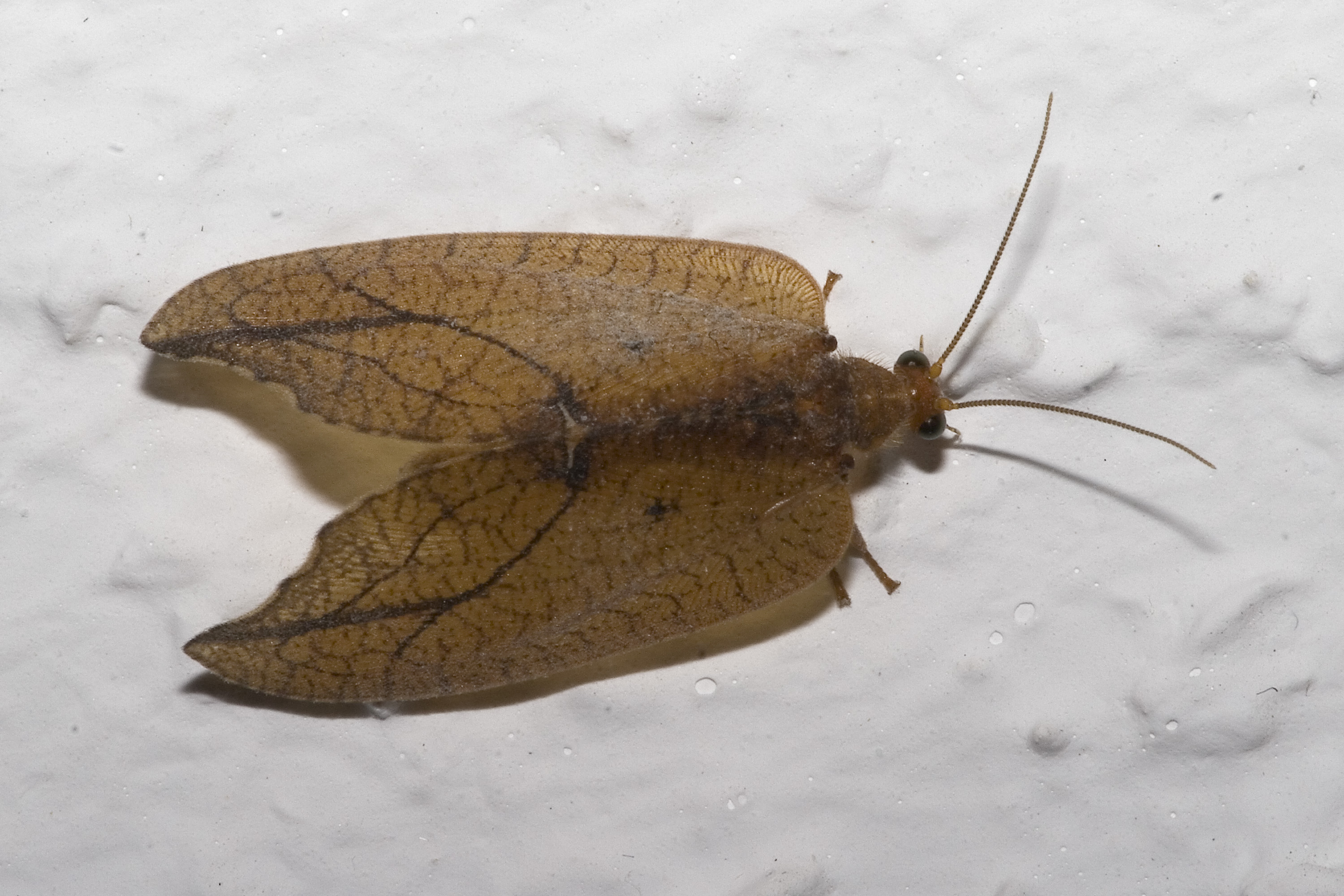
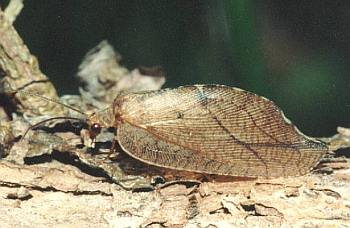
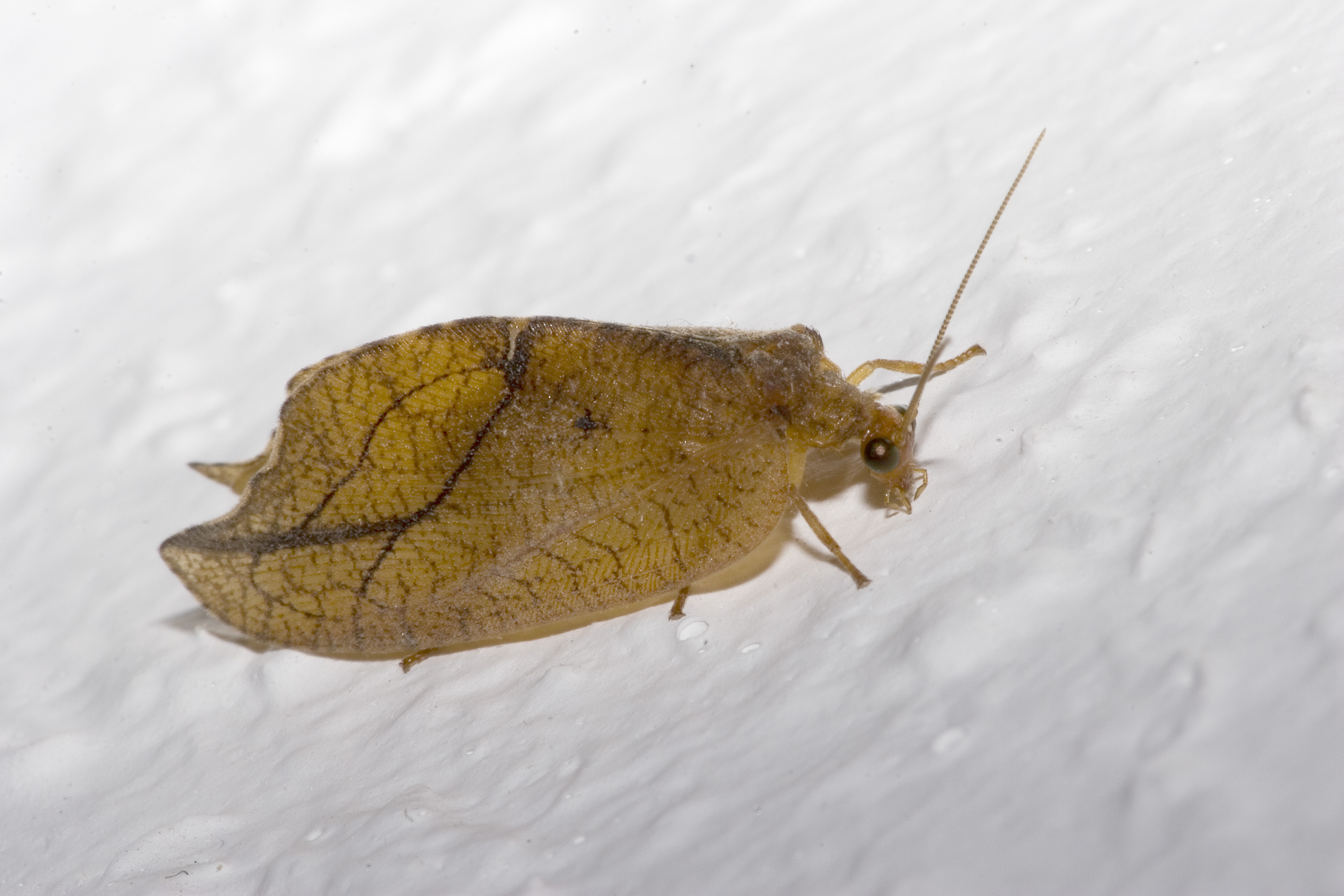
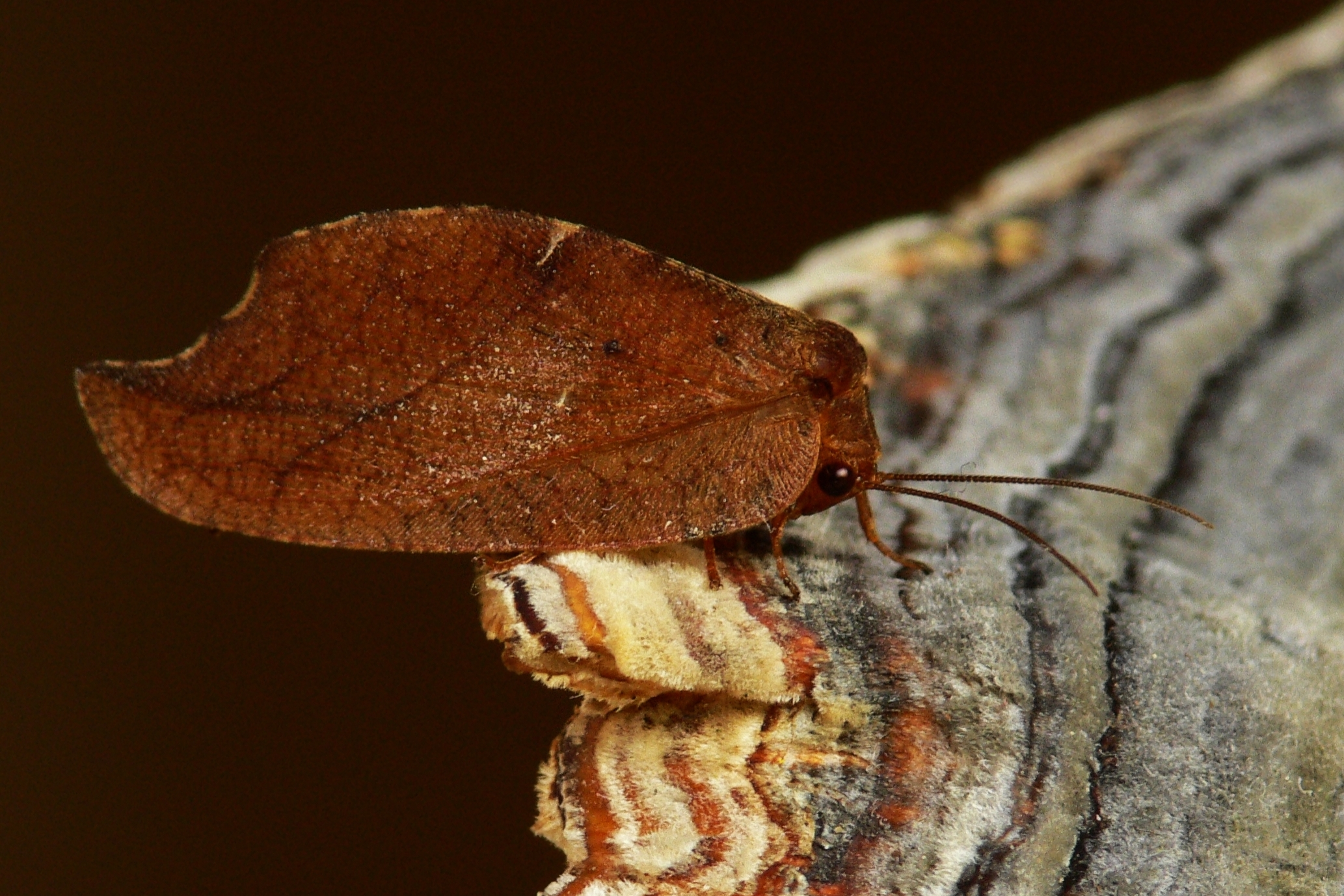
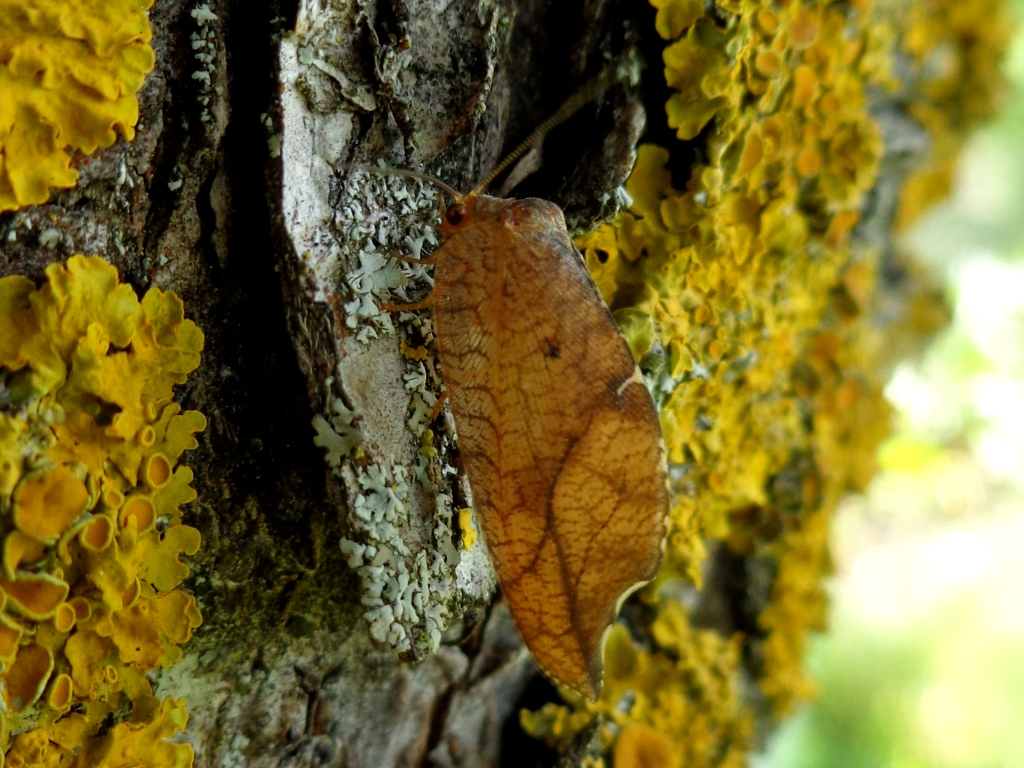
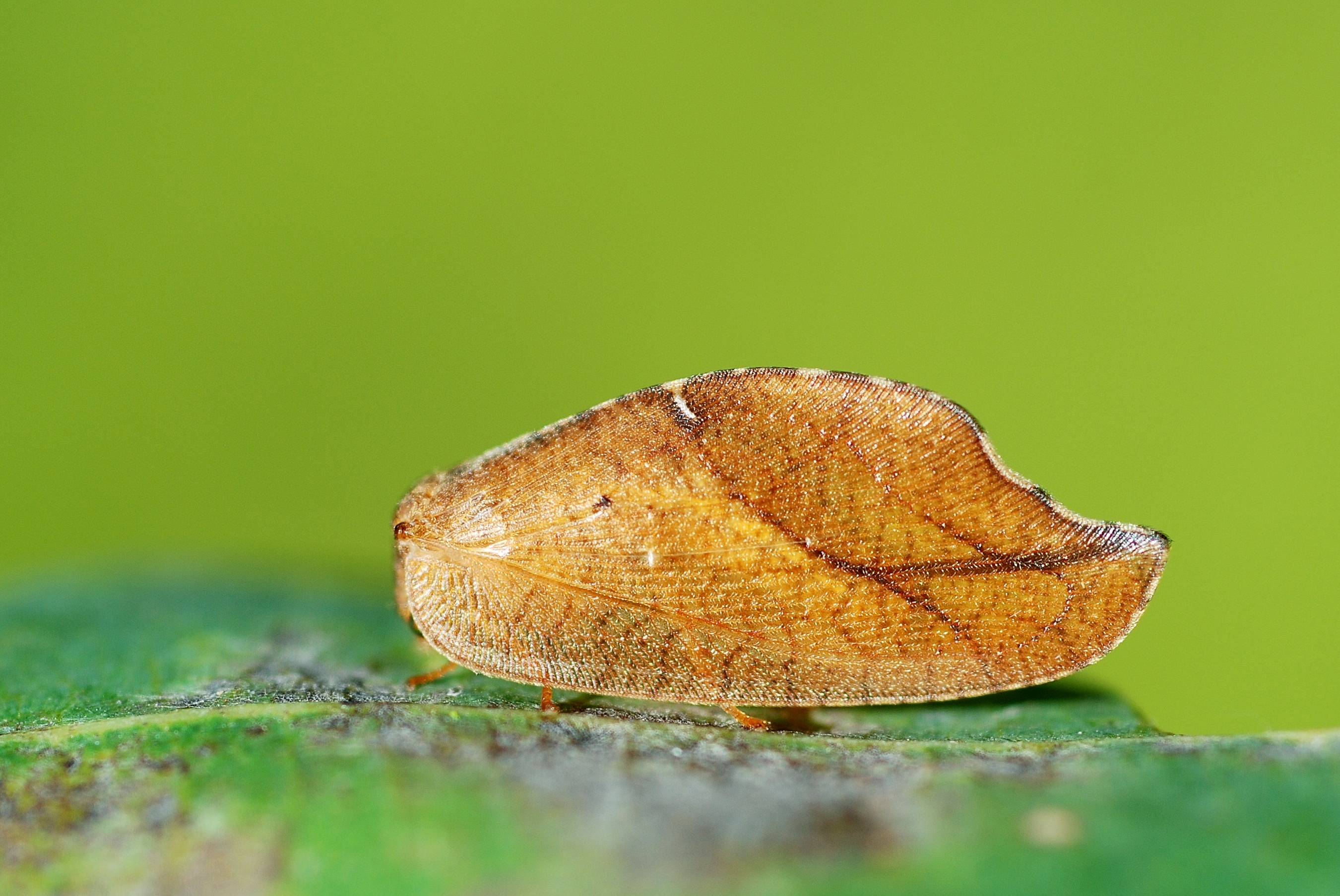